# Audre Lorde
Audre Lorde, nata Audrey Geraldine Lorde (New York, 18 febbraio 1934 – Saint Croix, 17 novembre 1992), è stata una poetessa, scrittrice e attivista statunitense.

## Biografia
Lorde nacque il 18 febbraio 1934 ad Harlem,, New York, l'ultima delle tre figlie femmine di Linda Gertrude Belmar e di Frederick Byron Lorde, entrambi di origine caraibica (provenienti rispettivamente dagli odierni Grenada e Barbados). Nata durante il periodo della Grande depressione, la sua infanzia e le successive esperienze di vita furono modellate non solo dal collasso dell'economia statunitense, ma anche da importanti eventi storici quali la seconda guerra mondiale e la nascita del maccartismo negli Stati Uniti negli anni cinquanta.
Lorde frequentò le scuole parrocchiali di Harlem, si diplomò alla Hunter High School nel 1951 e si iscrisse allo Hunter College quello stesso anno. A causa di un soggiorno in Messico e di alcuni anni di stallo economico e finanziario, Lorde si laureò nel 1959, iniziando nello stesso anno un master in amministrazione libraria alla Columbia University e lavorando contemporaneamente per finanziarsi gli studi. Una volta completati questi ultimi, trovò lavoro come bibliotecaria all'interno del sistema pubblico delle biblioteche della città di New York.
Lorde si descrive come una donna dotata di un forte senso di giustizia e di coraggio, capace di una profonda introiezione in sé stessa e di empatia, e dalla personalità tanto ribelle quanto votata alla sperimentazione. Lorde definì se stessa come «nera, lesbica, madre, guerriera, poetessa».

## Attività letteraria e politica
La prima pubblicazione di Lorde risale al 1968 e si intitola The First Cities, libro che costituisce la prima delle sue undici raccolte di poesie. Quello stesso anno, l'autrice lasciò l'incarico di responsabile bibliotecaria della Town School Library di New York e partecipò in veste di insegnante ad un workshop di poesia presso il Tougaloo College nel Mississippi, assistendo così in prima persona alle profonde tensioni di carattere razziale negli Stati del Sud. Successivamente insegnò presso il John Jay College of Criminal Justice e lo Hunter College.
From a Land Where Other People Live (1973), il suo terzo volume di poesie, vinse numerosi premi e venne nominato al National Book Award. In questo testo, Lorde affronta tematiche riguardanti sia l'identità sia la rabbia per le ingiustizie sociali. L'opera successiva, New York Head Shop and Museum (1975) è un testo apertamente di carattere politico. Con la pubblicazione di Coal nel 1976, le sue opere iniziarono a raggiungere un pubblico più vasto. Il testo successivo, The Black Unicorn (1978), in cui Lorde esplora il patrimonio culturale africano, è considerato da molti critici una delle sue opere letterarie più brillanti. Contemporaneamente alla fama di scrittrice, cresceva il riconoscimento, in campo nazionale, di Lorde in quanto leader del movimento a difesa delle donne, degli omosessuali e per l'uguaglianza dei diritti civili.
Accanto all'attività poetica e politica, Lorde fu anche una scrittrice e saggista di successo, ricordata soprattutto per la pubblicazione di The Cancer Journal (1980), testo in cui documentò la propria malattia, un cancro al seno, che la obbligò a sottoporsi alla mastectomia.
Come scrittrice, educatrice e attivista, Lorde si impegnò a far accrescere la visibilità delle donne nere in campo nazionale e internazionale. Nei primi anni ottanta, fu cofondatrice della casa editrice Kitchen Table: Women of Color Press, che si rivolgeva a un pubblico composto da «non solo da donne di colore o donne lesbiche di colore, ma dall'intera varietà delle nostre comunità», dando così vita alla prima casa editrice al mondo gestita autonomamente da donne non bianche.
Lorde si occupò anche dell'apartheid delle donne in Sudafrica, fondando l'Organizzazione Sisterhood in Support of Sisters in South Africa. Partecipò alla conferenza National Coalition of Black Lesbians and Gays. Continuò ad essere una voce di protesta e di denuncia fino al giorno della sua morte.
Lorde era già una poetessa e scrittrice affermata quando nel 1982 pubblicò Zami: A New Spelling of My Name: in particolare era già ampiamente conosciuta per aver personalmente partecipato alle lotte in favore delle donne afroamericane, per la sua elaborazione teorica sul femminismo e il lesbismo e per il suo lungo periodo di attività accademica come docente. A testimonianza della sua fama, questo libro fu recensito sul New York Times da Rosemary Daniell: la giornalista spiega che il nome Zami, originario di Carriacou, l'isola delle Piccole Antille in cui era nata la madre di Lorde, rappresenta la solidarietà tra le donne di Grenada, molte delle quelle rimaste sole dopo che i loro mariti erano emigrati alla ricerca di un lavoro.
In Burst of Light (1989), una collezione di saggi che vinse l'American Book Awards, descrisse la sua ultima battaglia contro il cancro al seno, ormai esteso anche al fegato. A questo punto, Lorde decise di non sottoporsi più a trattamenti chirurgici, ma di iniziare una terapia alternativa.
Nel 1991 fu nominata "poeta laureato" della città di New York e poco dopo terminò di scrivere il suo decimo libro di poesie, pubblicato sotto il titolo The Marvelous Arithmetics of Distance. Visse gli ultimi anni della sua vita sull'isola di Saint Croix, nell'arcipelago delle Isole Vergini Americane, in compagnia della sua compagna Gloria Joseph, scrittrice e accademica femminista nera. Dopo oltre un decennio di lotta contro il cancro al seno, morì a Saint Croix il 17 novembre 1992.

## Opere

### Libri
- (EN) Audre Lorde, The First Cities, New York City, Poets Press, 1968, OCLC 12420176.
- (EN) Audre Lorde, Cables to Rage, London, Paul Breman, 1970, OCLC 18047271.
- (EN) Audre Lorde, From a Land Where Other People Live, Detroit, Broadside Press, 1973, ISBN 978-0-910296-97-7.
- (EN) Audre Lorde, New York Head Shop and Museum, Detroit, Broadside Press, 1974, ISBN 978-0-910296-34-2.
- (EN) Audre Lorde, Coal, New York, W.W. Norton Publishing, 1976, ISBN 978-0-393-04446-1.
- (EN) Audre Lorde, Between Our Selves, Point Reyes, Eidolon Editions, 1976, OCLC 2976713.
- (EN) Audre Lorde, The Black Unicorn, New York, W.W. Norton Publishing, 1978, ISBN 978-0-393-31237-9. URL consultato il 15 aprile 2023.
- (EN) Audre Lorde, The Cancer Journals, San Francisco, Aunt Lute Books, 1980, ISBN 978-1-879960-73-2.
- (EN) Audre Lorde, Uses of the Erotic: The Erotic as Power, Tucson, Kore Press, 1981, ISBN 978-1-888553-10-9.
- (EN) Audre Lorde, Chosen Poems: Old and New, New York, W.W. Norton Publishing, 1982, ISBN 978-0-393-30017-8. URL consultato il 15 aprile 2023.
- (EN) Audre Lorde, Zami: A New Spelling of My Name, Trumansburg, The Crossing Press, 1983, ISBN 978-0-89594-122-0.
- (EN) Audre Lorde, Sister Outsider. Essays and Speeches, Trumansburg, The Crossing Press, 1984, ISBN 978-0-89594-141-1. URL consultato il 15 aprile 2023.
- (EN) Audre Lorde, Our Dead Behind Us, New York, W.W. Norton Publishing, 1986, ISBN 978-0-393-30327-8. URL consultato il 15 aprile 2023.
- (EN) Audre Lorde, A Burst of Light, Ithaca, Firebrand Books, 1988, ISBN 978-0-932379-39-9. URL consultato il 15 aprile 2023.
- (EN) Audre Lorde, The Marvelous Arithmetics of Distance, New York, W.W. Norton Publishing, 1993, ISBN 978-0-393-03513-1.
- (EN) Audre Lorde, I Am Your Sister. Collected and Unpublished Writings of Audre Lorde, Oxford, Oxford University Press, 2009, ISBN 978-0-19-534148-5.
- (EN) Audre Lorde, Your Silence Will Not Protect You. Essays and Poems, Silver Press, 2017, ISBN 9780995716223.

### Capitoli di libri
- (EN) Audre Lorde, Age, Race, Class, and Sex: Women Redefining Difference, in Anne McClintock, Aamir Mufti e Ella Shohat (a cura di), Dangerous Liaisons: Gender, Nation, and Postcolonial Perspectives, Minneapolis, University of Minnesota Press, 1997,  pp. 374-380, ISBN 978-0-8166-2649-6. URL consultato il 15 aprile 2023.

### Interviste
- (EN) Audre Lorde e Susan Leigh Star, Interview with Audre Lorde, in Robin Ruth Linden, Darlene R. Pagano, Diana E.H. Russell e Susan Leigh Star (a cura di), Against Sadomasochism: A Radical Feminist Analysis, East Palo Alto, Frog in the Well, 1982,  pp. 66-71, ISBN 0-9603628-3-5, OCLC 7877113.

### Film biografici
- A Litany for Survival: The Life and Work of Audre Lorde, documentario di Michelle Parkeson (1995).
- The Edge of Each Other's Battles: The Vision of Audre Lorde, documentario di Jennifer Abod (2002).
- Audre Lorde - The Berlin Years 1984 to 1992, documentario di Dagmar Schultz (2012).

### Traduzioni in italiano
- Audre Lorde, Uso dell'erotico: l'erotico come potere, Roma, CLI, 1995  [1989].
- Gloria Anzaldúa, Paula Gunn Allen e Audre Lorde, Senza riserve. Geografie del contatto, a cura di Lorena Carbonara, Bari, Progedit, 2013, ISBN 978-88-6194-166-3.
- Audre Lorde, Zami. Così riscrivo il mio nome, a cura di Liana Borghi, collana àltera, traduzione di Grazia Dicanio, Pisa, ETS, 2014, ISBN 978-88-467-3865-3.
- Audre Lorde, D'amore e di lotta. Poesie scelte, traduzione di Women in translation (WIT), Firenze, Le Lettere, 2018, ISBN 978-88-93660-78-5.
- Audre Lorde, Sorella outsider. Gli scritti politici, traduzione di Margherita Giacobino e Marta Gianello Guida, Milano, Meltemi, 2022  [2014], ISBN 978-88-551-9684-0.